# Tudorel Cristea
Tudorel Cristea (* 22. April 1964 in Bukarest) ist ein ehemaliger rumänischer Fußballspieler. Er bestritt insgesamt 331 Spiele in der Divizia A. Im Jahr 1992 gewann der Mittelfeldspieler mit Dinamo Bukarest die rumänische Meisterschaft.

## Karriere
Cristea begann im Alter von acht Jahren mit dem Fußballspielen bei Steaua Bukarest. Nachdem er alle Jugendmannschaften durchlaufen hatte, wechselte er im Alter von 18 Jahren zu Mecanică Fină Bukarest in die Divizia B. Nach dem Abstieg 1983 blieb er dem Klub erhalten und schaffte mit seiner Mannschaft den sofortigen Wiederaufstieg. Im Jahr 1984 schloss er sich Erstligist FCM Brașov an. Beim Aufsteiger kam er in der Saison 1984/85 23 Mal zum Einsatz und sicherte sich mit seinem Klub den Klassenerhalt.
Im Sommer 1985 wechselte Cristea zum damaligen Spitzenklub Sportul Studențesc. In der Spielzeit 1985/86 kam er in der Hälfte der Spiele zum Einsatz und wurde Vizemeister hinter Steaua Bukarest. Mit der Saison 1986/87 wurde er zur Stammkraft im Mittelfeld. Ab 1987 konnte er mit seinem Team nicht mehr an die Leistungen der ersten beiden Jahre anknüpfen und kämpfte meist um den Klassenverbleib.
In der Winterpause 1990/91 verließ Cristea Sportul und schloss sich Dinamo Bukarest an. Dort gewann er mit der Meisterschaft 1992 seinen ersten Titel. Er kam im Meisterjahr lediglich auf 13 Einsätze. Nachdem er in der Saison 1992/93 für Progresul Bukarest gespielt hatte, kehrte er im Sommer 1993 zu Dinamo zurück. Dort kam er nur noch dreimal zum Einsatz und wechselte zu Royal Cappellen in die dritte belgische Liga.
Schon im Sommer 1994 kehrte Cristea nach Rumänien zurück und heuerte beim FC Național Bukarest an. Ein Jahr später kehrte er zu Sportul zurück. Dort wurde er erneut zur Stammkraft und kämpfte mit seinem Klub um den Klassenerhalt. Nach dem Abstieg 1997/98 blieb er dem Verein auch eine Liga tiefer erhalten. In der Divizia B verpasste er mit seiner Mannschaft zweimal den Wiederaufstieg und beendete im Jahr 2000 seine Laufbahn.

## Nationalmannschaft
Cristea bestritt neun Spiele für die rumänische Nationalmannschaft. Erstmals wurde er vom damaligen Nationaltrainer Mircea Lucescu im März 1986 für zwei Freundschaftsspiele gegen den Irak nominiert. Am 14. März 1986 kam er zu seinem ersten Spiel, als er in der Halbzeitpause für Nelu Stănescu eingewechselt wurde. Nach einem weiteren Freundschaftsspiel gegen die Sowjetunion am 23. April 1986 wurde er ein Jahr lang nicht mehr berücksichtigt. Am 8. April 1987 kehrte er unter dem neuen Nationaltrainer Emerich Jenei zurück, kam er nur zu zwei Kurzeinsätzen in Freundschaftsspielen. Anschließend dauerte es fast zwei Jahre, bevor er am 12. April 1989 gegen Polen 20 Minuten vor Schluss eingewechselt wurde. Die sporadischen Nominierungen setzten sich fort. Im Frühjahr 1990 kam er in zwei Freundschaftsspielen über die volle Distanz zum Einsatz, wurde von Jenei aber nicht für die anschließende Weltmeisterschaft nominiert. Am 23. Mai 1991 bestritt er bei der 0:1-Niederlage gegen Norwegen sein letztes Länderspiel.

## Erfolge
- Rumänischer Meister: 1992